# Ahmat Kadîrov
Ahmat Abdulhamidovici Kadîrov (în rusă Ахмат Абдулхамидович Кадыров) (n. 23 august 1951, d. 9 mai 2004), scris și Ahmad, a fost muftiu șef al Republicii Cecene Icikeria în anii 1990 în timpul și după Primul Război Cecen. La începutul celui de al Doilea Război Cecen, a trecut de cealaltă parte, susținând guvernul rus și a devenit președinte al Republicii Cecene începând cu 5 octombrie 2003, după ce condusese administrația din iulie 2000.
La 9 mai 2004, a fost asasinat de islamiști ceceni la Groznîi, într-un atentat cu bombă în timpul unei parade de comemorare a victoriei sovietice în al Doilea Război Mondial. Fiul său, Ramzan Kadîrov, care condusese miliția tatălui său în timpul conflictului cecen, i-a devenit succesor în martie 2007 în funcția de președinte al republicii.

## Viața
Ahmat Abdulhamidovici Kadîrov s-a născut în Karaganda în RSS Kazahă, într-o familie cecenă deportată din Cecenia în vremea represiunii staliniste. În aprilie 1957, familia sa a revenit la casa ei din districtul Șalinski al RASS Ceceno-Ingușe. În 1980, a început să studieze religia islamică la Mir-i Arab Madrasah din Buhara, și apoi la Universitatea Musulmană din Tașkent, RSS Uzbekă, între 1982-1986. La începutul anilor 1990, după prăbușirea URSS, a revenit în Cecenia, și a înființat Institutul Islamic în satul Kurcealoi.

### Primul Război Cecen
După declararea independenței Ceceniei, a devenit un susținător al președintelui separatist Djohar Dudaev. Kadîrov a luptat în Primul Război Cecen pentru independență, fiind lider al unei miliții. În 1995 a fost numit muftiu șef al Republicii Cecene Icikeria. După izbucnirea conflictului violent dintre Moscova și separatiștii ceceni, Kadîrov a declarat că „ruși sunt de mult mai multe ori mai numeroși ca cecenii, așa că fiecare cecen ar trebui să ucidă 150 de ruși.”

### Al Doilea Război Cecen

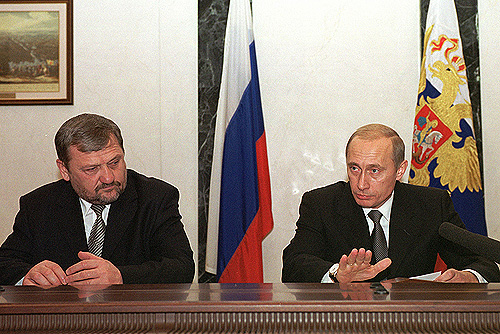
Ahmat Kadîrov și Vladimir Putin.

Deși primul război a fost dus în principal din motive naționaliste, după independența de facto a Icikeriei, mare parte a forțelor cecene erau compuse din jihadiști, ca de exemplu mujahedinii arabi din Cecenia.
Kadîrov, în calitate de muftiu șef, avea o atitudine critică față de wahhabism, mișcare religioasă sunnită la care mulți dintre luptătorii străini aderau. Kadîrov — figură de marcă a mișcării de rezistență — a hotărât să abandoneze insurgența în 1999 și să susțină forțele federale ruse în al Doilea Război Cecen. Mashadov l-a înlăturat imediat din funcția de muftiu șef, dar Kadîrov nu a acceptat acest decret, demisionând însă el însuși după câteva luni pentru a deveni președinte. Așa cum sugerează James Hughes, întoarcerea la 180° a lui Kadîrov ar fi fost motivată parțial de ambiția personală și parțial de situația disperată a populației cecene, precum și de teama de influența sectară wahhabită asupra insurgenței.
După ce forțele ruse au preluat controlul asupra Ceceniei in iulie 2000, Kadîrov a fost numit de președintele rus Vladimir Putin șef interimar al administrației. La 5 octombrie 2003, a fost ales în funcția de președinte al Ceceniei, post din care a avut o poziție pro-rusă. El a susținut numeroase campanii de amnistiere a luptătorilor rebeli, cărora li s-a permis să se alăture poliției cecene, și a membrilor milițiilor care se predau.

## Familia
Din 1970, s-a căsătorit cu Aimani (născută pe 4 august 1953). Fiii - Zelimhan (1974 - 31 mai 2004) și Ramzan (născut în 1976), fiicele - Zargan (născută în 1971) și Zulai (născută în 1972).
Fiul mai mic al lui Ahmat Kadîrov, Ramzan Kadîrov, este o figură politică rusă, din februarie 2007, președintele Republicii Cecene (acum șeful Republicii Cecene). Tatăl: Abdulhamid Kadîrov (1920-2008), a murit la vârsta de 88 de ani, mama: Mari Kadîrova (1931-2012), a trăit aproape 91 de ani.

## Moartea și amintirea
La 9 mai 2004, în timpul unei parade de ziua victoriei sovietice în al Doilea Război Mondial, ținută pe stadionul Dinamo din capitala cecenă Groznîi, o explozie s-a soldat cu moartea pe loc a lui Ahmat Kadîrov. Au mai murit atunci două gărzi de corp ale lui Kadîrov, președintele Consiliului de Stat Cecen, un ziarist de la Reuters și aproximativ zece alți civili. Alte 56 de persoane au fost rănite, printre care și general-colonel Valeri Baranov, comandantul forțelor rusești din Cecenia, care și-a pierdut atunci piciorul.
Ahmat Kadîrov avea patru copii, trei băieți și o fată, dintre care în 2000 mai trăia un singur fiu al său, Ramzan Kadîrov, lider al miliției tatălui său, și care a fost ulterior numit prim-ministru și a devenit apoi și președinte al Ceceniei în martie 2007.